# Cantón de Saint-Macaire
El cantón de Saint-Macaire era una división administrativa francesa, que estaba situada en el departamento de Gironda y la región de Aquitania.

## Composición
El cantón estaba formado por catorce comunas:
- Caudrot
- Le Pian-sur-Garonne
- Saint-André-du-Bois
- Sainte-Foy-la-Longue
- Saint-Germain-de-Grave
- Saint-Laurent-du-Bois
- Saint-Laurent-du-Plan
- Saint-Macaire
- Saint-Maixant
- Saint-Martial
- Saint-Martin-de-Sescas
- Saint-Pierre-d'Aurillac
- Semens
- Verdelais

## Supresión del cantón de Saint-Macaire
En aplicación del Decreto n.º 2014-192 de 20 de febrero de 2014, el cantón de Saint-Macaire fue suprimido el 22 de marzo de 2015 y sus 14 comunas pasaron a formar parte del nuevo cantón de Entre dos Mares.